# Окуловка (Пермский край)
Окуловка — деревня в Оханском городском округе Пермского края России.

## Географическое положение
Деревня расположена недалеко от правого берега Камы на расстоянии примерно 4 километра на север от села Казанка.

## История
С 2006 по 2018 год входила в состав Казанского сельского поселения Оханского района. После упразднения обоих муниципальных образований стала рядовым населенным пунктом Оханского городского округа.

## Климат
Климат умеренно — континентальный. Наиболее теплым месяцем является июль, средняя максимальная температура которого 24,8°С, а самым холодным январь со среднемесячной температурой — 17,3°С. Среднегодовая температура 2,1°С.

## Население
Постоянное население составляло 170 человек (98 % русские) в 2002 году, 110 человек в 2010 году.